# Glacier du Ramougn
Le glacier du Ramougn était situé dans le cirque glaciaire entre le pic de Néouvielle et le pic Ramougn, dans le massif du Néouvielle dans les Pyrénées  françaises. Il se trouve sur le passage d'une des voies permettant l'accès au pic Ramougn.

## Toponymie
Jadis situé sur la face nord-ouest du sommet, le glacier tient son nom du pic Ramougn. 

## Évolution
Le glacier a aujourd'hui totalement disparu. On a retrouvé ses restes (glaces) jusqu'en 2012.
Il présentait en 1948 une surface d'environ 0,85 hectare.